# Galgagyörk
Galgagyörk is een plaats (község) en gemeente in het Hongaarse comitaat Pest. Galgagyörk telt 1088 inwoners (2005).